# Knock Out VOICE!!
Knock Out VOICE!!（ノックアウトボイス!!）は、〈音泉〉・BEWE・製作元であるウォーターオリオンサイトで配信されていたインターネットラジオ番組である。
略称は「KOV」が使われる事が多い。
パーソナリティは大塚明夫と黒田崇矢の二人であったが、途中大塚明夫のスケジュール都合による欠席へのピンチヒッターに金谷ヒデユキが登場し、終盤は三人がパーソナリティーとして活躍している。

## 配信詳細
- 配信サイト：音泉・BEWE、ウォーターオリオン
- 配信日：隔週金曜日（2007年1月12日放送分迄）→毎週金曜日
- 配信期間：2006年10月27日～2007年11月16日
- スポンサー：ウォーターオリオン

## 概要
- 番組の構成、編集、イベントの企画構成は黒田崇矢が担当。[1][2]
- 特にアナウンスは無いものの、音泉とウォーターオリオンサイト上にて配信されていた。
- 配信内容は基本的にどちらのサイトも同一であるが、音泉ではモノラルWMA形式であったが、ウォーターオリオンで配信される物はMP3形式のステレオで、高音質なものであり、使用楽曲が一部異なっている。また、特定回においては放送時間の制限から、ウォーターオリオンでのみフルサイズでの配信が行われていた。本編ではパンポットが振られている旨や雑音についても触れられていることがあったことから、音泉版がモノラルでビットレートも低いことはパーソナリティー自身の自覚は無かったと思われる。
- 当初、隔週の番組としてスタートし、各種コーナーにラジオドラマという構成で放送されていたが、反響を受け、隔週から毎週へ配信が変更になった。
- 音響関係者の退社などの影響を受け、ラジオドラマはシリーズ化はせず、音源の編集、調整などもスケジュールの逼迫もあってままならなくなり、最後は番組終了へとつながっている。
- 番組内容については、ドラマの終了を機にフリートークへがメインになっていくが、リスナーが理不尽と感じる事をパーソナリティーが斬る「刑欧流迷狂止彗」コーナーで、関係する業界にありながらアーツビジョンの社長が逮捕された事件に関して2006年6月1日配信分（＃26）で言及した事から一躍話題になる。
- 事務所名と元社長の実名を挙げなかったものの、大塚はその元社長と顔見知りであったため、その後、枕営業等も含め業界の問題として強く糾弾していた。当時は、大塚、黒田共に、所属事務所の社長が女性であり、上役に女性がいた方が女性の立場も理解されやすく、そういったことから守ってくれる良い事務所であると発言している。
- その後、同コーナーではいじめ、強姦等を糾弾する反面、コーナー外であるフリートークでは度を越した下ネタを展開し、ネタ的な要素を含むとはいえ、笑い混じりに安易に「死ね」、「ぶっ殺す」と発言するなどの配慮、一貫性のなさも硬派を売りにしていただけに批判を生む。
- また、自らの好むネタを採用する傾向にあり、指摘に対しても一部読み上げはするものの、名目を作ってはそのまま状況を維持する状態が続く。
- それが番組の方向性を決め、親しみではなく馴れ合い、後述するイベントの状況を生み、熱狂的なファンを獲得する反面、一部での批判対象ともなっていた。

## コーナー
ふつうのお便り
普通のお便りコーナー。
刑欧流迷狂止彗（ケ～オ～リュ～メイキョウシスイ）
リスナーから送られた理不尽なことを二人がぶった切るコーナー。
俺達を泣かせてみろ…
リスナーから送られた心温まるお便りを紹介。
俺達を笑わせてみろ…
思いっきり笑えるエピソードを紹介。心から笑えるうっかりミス、言い間違い・思い違い、人から聞いた話など。
広域指定 世直し団
あなたが行った善行、誰かを助けた話し、ちょっとした良い行い、気遣い等世直し団長の2人に世の為人の為におこなった行動を送るコーナー。

## 公開録音
第一回
2007年2月10日（土）にスタジオドラゴンカフェにて第1回公開録音が行われた。
『黒田崇矢＆大塚明夫 のKnock Out Voice LIVE!!～オヤジたちの夏～』
2007年8月17日（金）東京・尚美学園バリオホールにて開催された。16:00開場､17:00開演。
Knock Out VOICE !!打上げイベント
2007年12月1日(土)に株式会社エンターブレイン 2Fイベントホール「Winpa」で行われた。
本放送が実質スポンサーなしの野放し状態と言うこともあり、二人の嗜好によって下ネタに重きが置かれていたことをうけ、参加者がどぎつい性生活に関する質問をパーソナリティーにぶつけるなどのハプニングが起こる。
その状況を番組の内容を知らない恋人や、友人を誘って来た者などが不快に感じ公式blogにて感想として不満を述べるものの、主宰者側はそれらの声を無視し続けた。
blogはこの件に言及しないまま通常の更新が行われ続け、明示的に謝罪が社長名で掲示されたのは、同月17日であった。
それはハプニングではあるものの、常々本放送にて礼儀を重んじると主張し、挨拶、謝罪は大事であるとの言動を行っていたにもかかわらず、本人は一切の発言を行わず、デスク、並びに社長のみが頭を下げるという形での決着は、言行不一致という批判を一部で生むこととなった。
コーナーの一つに他者を批判するものが有ったことも、自らを棚上げしているようにもうつり、それらの批判を生む原因となったと考えられる。
また、騒動の長期化は参加者側の当事者にも批判の矛先が向けられることになった。
当日はしゃいだことをほのめかしていたファンの個人的なblogや、サイトの閉鎖、移転等の影響も発生している。
また、社長名の謝罪文が形式的な物であり、デスクの謝罪も初回はその掲示のアナウンスにとどまり、二度目の謝罪をコメントで行う形になった。
現実的には解決ではなく、風化を待ち収束という状況で終わっている。
また、現時点において、該当する謝罪文は、同社公式サイトより削除されている。

## CD
黒田崇矢＆大塚明夫のKnock Out VOICE!! Vol.1
wocd0007 2007年4月17日発売。3000円。
本放送#1から#4までを収録。
録り下ろしのトークの入ったトラックも各CD1本ずつ収録。
CD2枚組。500枚限定。
黒田崇矢＆大塚明夫のKnock Out VOICE!! Vol.2
wocd0008 2007年4月17日発売。3000円。
本放送#5から#7と#9を収録。
マスタリングの際に手違いにより、ジャケットには#8となっているが、#9が収録されている。
録り下ろしのトークの入ったトラックも各CD1本ずつ収録。
CD2枚組。500枚限定。
黒田崇矢＆大塚明夫のKnock Out VOICE!! Vol.3
wocd0008 2007年6月20日発売。3000円。
本放送#8と、#10を収録。
先攻予約特典として、発売日までに注文、入金した場合「KOV広域バッヂ 限定ピンク」が付録についた。
CD2枚組。500枚限定。
Knock Out VOICE !! The FINAL ～CD&DVD～
WOCD0010 6000円。
本放送#12から#50までをmp3にて収録。
収録写真をまとめたフルカラー全16ページのPHOTO BOOK付
そのほか、CDには、録り下ろしの『Knock Out 裏 VOICE !!』収録。
KOV音楽集 ～ Knock Out Vocalists ～
1000円。
番組オープニングテーマ、エンディングテーマを収録。
ジャケットは三種。

## 関連商品
- KOVオリジナルリストバンド（4色）